# Live Vengeance '82
Live Vengeance '82 —en español, Venganza en vivo '82— es un DVD en vivo de la banda británica de heavy metal Judas Priest, publicado en 2006 por el sello Sony Music. Se grabó el 12 de diciembre de 1982 en el recinto Mid-South Coliseum de Memphis, Tennessee durante la gira World Vengeance Tour en promoción al disco Screaming for Vengeance.
Originalmente había sido publicado en formato VHS en 1983 bajo el título de Judas Priest Live y posteriormente en el 2004 fue incluido en la caja recopilatoria Metalogy, como material exclusivo en ciertos mercados mundiales.

## Lista de canciones
| N.º | Título                                             | Duración |  |
| 1.  | «The Hellion/Electric Eye»                         | 4:30     |  |
| 2.  | «Riding On the Wind»                               | 3:08     |  |
| 3.  | «Heading Out to the Highway»                       | 3:03     |  |
| 4.  | «Metal Gods»                                       | 4:30     |  |
| 5.  | «Bloodstone»                                       | 4:10     |  |
| 6.  | «Breaking the Law»                                 | 4:20     |  |
| 7.  | «Sinner»                                           | 8:26     |  |
| 8.  | «Desert Plains»                                    | 6:02     |  |
| 9.  | «The Ripper»                                       | 2:46     |  |
| 10. | «Diamonds & Rust» (cover de Joan Báez)             | 4:01     |  |
| 11. | «Devil's Child»                                    | 4:03     |  |
| 12. | «Screaming for Vengeance»                          | 3:45     |  |
| 13. | «You've Got Another Thing Comin'»                  | 4:29     |  |
| 14. | «Victim of Changes»                                | 11:48    |  |
| 15. | «Living After Midnight»                            | 8:03     |  |
| 16. | «The Green Manalishi (With the Two Pronged Crown)» | 9:07     |  |
| 17. | «Hell Bent for Leather»                            | 9:18     |  |

## Músicos
- Rob Halford: voz
- K. K. Downing: guitarra eléctrica
- Glenn Tipton: guitarra eléctrica
- Ian Hill: bajo
- Dave Holland: batería